# Tracuateua
Tracuateua est une municipalité brésilienne située dans l'État du Pará.